# Esther Möller
Esther Möller (* 13. September 1977 in Winsen (Luhe), Landkreis Harburg) ist eine ehemalige deutsche Leichtathletin, die in den 1990er Jahren eine erfolgreiche 100- und 200-Meter-Läuferin war.
Am 21. Februar 1999 war sie in Karlsruhe an einem Hallenweltrekord im 4-mal-200-Meter-Lauf beteiligt: Eine Vereinsstaffel der LG Olympia Dortmund lief eine Zeit von 1:32,55 min (Esther Möller, Gabi Rockmeier, Birgit Rockmeier, Andrea Philipp).

## Einsätze bei internationalen Höhepunkten
- 1994: Juniorenweltmeisterschaften: Platz 2 mit der 4-mal-100-Meter-Staffel (44,78 s); beim 100-Meter-Einzelrennen im Halbfinale ausgeschieden
- 1995, Junioreneuropameisterschaften: Platz 1 mit der 4-mal-100-Meter-Staffel (44,77 s); beim 100-Meter-Einzelrennen im Zwischenlauf ausgeschieden
- 1996, Juniorenweltmeisterschaften: Platz 3 im 100-Meter-Lauf (11,46 s); Platz 3 mit der 4-mal-100-Meter-Staffel (44,57 s)
- 1997:Weltmeisterschaften: Platz 4 mit der 4-mal-100-Meter-Staffel; beim 100-Meter-Einzelrennen im Zwischenlauf ausgeschieden
U23-Europameisterschaften: Platz 2 im 100-Meter-Lauf (11,53 s); Platz 1 mit der 4-mal-100-Meter-Staffel (43,94 s)
- 1999:Weltmeisterschaften: Platz 5 mit der 4-mal-100-Meter-Staffel (42,63 s); beim 200-Meter-Einzelrennen im Zwischenlauf ausgeschieden
U23-Europameisterschaften: Platz 4 im 200-Meter-Lauf (23,06 s); Platz 2 mit der 4-mal-100-Meter-Staffel (43,53 s)
- 2000, Halleneuropameisterschaften: im 200-Meter-Vorlauf ausgeschieden (gestürzt)
- 2000, Europa-Cup: Platz 3 mit der 4-mal-100-Meter-Staffel
- 2005, Europa-Cup: Platz 2 mit der 4-mal-100-Meter-Staffel

## Nationale Erfolge
- 1997, Deutsche Meisterin mit der 4-mal-100-Meter-Staffel; Deutsche Meisterin mit der 4-mal-200-Meter-Staffel (Halle)
- 1999, Deutsche Meisterin mit der 4-mal-100-Meter-Staffel; Deutsche Meisterin mit der 4-mal-200-Meter-Staffel (Halle); Deutsche Meisterin im 200-Meter-Lauf (Halle)
- 2000, Deutsche Meisterin mit der 4-mal-100-Meter-Staffel[1]; Deutsche Meisterin mit der 4-mal-200-Meter-Staffel (Halle); Deutsche Meisterin im 100-Meter-Lauf
- 2003, Deutsche Vizemeisterin in Leipzig über 60 Meter (Halle)

## Persönliche Bestzeiten
- 100 Meter, 11,25 s, 9. Juni 2003 in Rehlingen
- 200 Meter, 22,81 s, 25. Juni 2000 in Nürnberg
- 60 Meter Halle, 7,21 s, 5. Februar 2003 in Dortmund
- 200 Meter Halle, 22,86 s, 13. Februar 1999 in Dortmund

Mit dieser Zeit von 22,86 s liegt Esther Möller auf Platz 6 der ewigen Deutschen Hallenbestenliste.

## Auszeichnungen
- 1996: Sportlerin des Jahres der Stadt Lübeck

## Vereinszugehörigkeiten
Esther Möller gehörte zunächst dem SC Rönnau, später dem Kieler TB, dem LBV Phönix Lübeck, der LG Olympia Dortmund und dem TV Wattenscheid 01 an. Bei einer Größe von 1,72 m hatte sie ein Wettkampfgewicht von 58 kg.

## Verletzungspech und sportliches Karriereende
Esther Möller beendete 2006 ihre erfolgreiche sportliche Karriere. Aufgrund diverser schwerer Verletzungen blieben ihr aussichtsreiche Starts bei Olympischen Spielen und Europameisterschaften verwehrt.

## Privates
Nach ihrer sportlichen Karriere ist Esther Möller in der Versicherungsbranche tätig und seit 2013 zugelassene Versicherungsmaklerin in Dortmund.
Im September des gleichen Jahres eröffnete sie ihre eigene Agentur in der südlichen Innenstadt von Dortmund.